# Anna Rita Del Piano
Anna Rita Del Piano, właściwie Anna Rita Viapiano (ur. 26 lipca 1966 w Cassano delle Murge) – włoska aktorka.

## Filmografia
- 1997: Czwarty król (Il quarto re)
- 1998: Ultimo, jako Silvana
- 1999: Niańka (La balia)
- 1999: Indimenticabile
- 2000: Ponad chmurami (Le ali della vita), jako Sorella Celestina
- 2000: Valeria medico legale
- 2001: Le ali della vita 2
- 2003: I terrazzi.1, jako Amanda
- 2003: Maria Goretti, jako Teresa Cimarelli
- 2005: L'uomo sbagliato, jako Cristiana
- 2005: Le bande, jako asystentka
- 2005: Święty Piotr (San Pietro), jako Flaminia
- 2009: Focaccia blues
- 2011: Che bella giornata, jako Annarita del Piano
- 2012: Quando il sole sorgerà, jako Annarita del Piano